# Sherene Razack
Sherene Razack ( /ʃəˈriːn ˈræzæk/ ) é Professora Ilustre e Penny Kanner Endowed Chair em Estudos da Mulher no Departamento de Estudos de Gênero da Universidade da Califórnia em Los Angeles. Como uma estudiosa feminista crítica de raça, sua pesquisa e ensino se concentram na violência racial. Ela é mais conhecida por suas contribuições para estudos raciais feministas e críticos sobre discriminação contra mulheres muçulmanas e indígenas no Canadá, racismo sistêmico no sistema de justiça canadense e violência colonial contra povos indígenas em todo o mundo. É fundadora da rede virtual de ensino e pesquisa Racial Violence Hub (RVHub). Ex-Professora Ilustre de Estudos Críticos de Raça e Gênero no Departamento de Justiça Social, o Instituto de Ontário para Estudos em Educação da Universidade de Toronto (1991-2016), ela se mudou do Canadá para os Estados Unidos em 2016.

## Educação
Razack frequentou a l'Université de Haute Bretagne, onde obteve um certificado em estudos franceses em 1976. Em 1977, Razack continuou seus estudos na University of British Columbia, onde obteve um diploma de bacharel e honras em história. Em 1979, Razack concluiu o mestrado em história na Universidade de Ottawa. Em 1989, Razack concluiu seu doutorado na área de educação na Universidade de Toronto.

## Temas recorrentes no trabalho
Uma estudiosa feminista crítica de raça, Razack publicou seis livros de autoria única e três coleções editadas e coeditadas, bem como mais de oitenta artigos de periódicos e capítulos de livros. Suas publicações ilustram as áreas temáticas e os estudos feministas anti-coloniais e anti-racistas que ela busca. Razack frequentemente discute e denuncia o "pensamento racial", um termo que ela cunhou para se referir às maneiras pelas quais os brancos negam às pessoas de cor "uma humanidade comum". O trabalho de Razack está enraizado na ideia de que o Canadá é uma sociedade de colonos brancos que impede a terra, os corpos e os direitos dos povos indígenas e que desumaniza e decreta violência contra grupos minoritários.

## Controvérsia
No início de agosto de 2002, Razack, diretora do Centro de Estudos Integrativos Anti-racismo da OISE na época, escreveu uma carta sobre o conflito israelense-palestino. Nele, ela denunciou "atrocidades inacreditáveis" israelenses cometidas contra o povo palestino durante a Batalha de Jenin e a contínua ocupação militar israelense da Palestina. A carta e uma petição pró-Palestina que ela apresentou foram enviadas por e-mail para o corpo discente e corpo docente da Universidade de Toronto. A carta foi assinada por 15 professores da U de T e 22 professores não afiliados à universidade. Simon Rosenblum, porta-voz do Congresso Judaico Canadense, chamou a carta de "uma visão prejudicial, inflamatória e altamente tendenciosa" do conflito Israel-Palestina que "não dá atenção às tentativas de Israel de alcançar a paz nem à necessidade legítima de autodefesa de Israel." A B'nai Brith Canada questionou o conteúdo da carta porque ela criou "um ambiente envenenado [...] para estudantes judeus na U of T." Segundo a organização, a carta criou uma atmosfera na qual os estudantes judeus, associados a Israel por causa de sua religião, estavam sujeitos a atitudes anti-semitas.
A U of T defendeu Razack, pois Jane Stirling, porta-voz da universidade, declarou à imprensa que "o corpo docente de uma universidade deve ser capaz de expressar ideias impopulares ou controversas". Outra porta-voz ecoou essa ideia, reafirmando que "a U of T não amordaça sua comunidade quando se trata de discurso político". No entanto, a presidente interina Shirley Neuman sublinhou que Razack não estava falando em nome da Universidade de Toronto quando escreveu a carta, já que Razack afirmou especificamente que estava falando em nome de "estudiosos canadenses reunidos na Primeira Conferência Nacional sobre Bolsas de Estudo Raciais Críticas". e a Universidade". O link para a carta e a petição foram removidos do site do Ontario Institute for Studies in Education (OISE) no final de agosto de 2002.

## Publicações selecionadas
Abaixo está uma lista parcial das publicações de Razack.

### Como autora
- O feminismo canadense e a lei: os fundos de educação e ação jurídica das mulheres e a busca pela igualdade (1991)
- Olhando as pessoas brancas nos olhos: gênero, raça e cultura em tribunais e salas de aula (1998)
- Dark Threats and White Knights: The Somalia Affair, Peacekeeping and the New Imperialism (2004)
- Expulsão: o despejo de muçulmanos da lei e da política ocidentais (2008)
- Morrendo de Melhoria: Inquéritos e Inquéritos sobre Mortes Indígenas sob Custódia (2015)

### Como editora
- Race, Space, and the Law: Unmapping a White Settler Society (2002)
- States of Race: Critical Race Feminism for the 21st Century (co-editado com Malinda Smith e Sunera Thobani ) (2010)
- At the Limits of Justice Women of Color on Terror (coeditado com Suvendrini Perera) (2014)

## Homenagens e prêmios
- 2018: Edição especial do Canadian Journal of Women and the Law, vol. 30, nº 3 dedicado à erudição inspirada em Razack.[10]
- 2016: Distinguished Professor Award, Universidade de Toronto.[11]
- 2008, 2002: Bolsa Connaught da Universidade de Toronto.[12]
- 2004: Prêmio Edward Said do Counterpunch para os dez melhores livros sobre o império, concedido por Dark Threats e White Knights
- 2003: Associação Canadense de Direito e Sociedade, Prêmio de melhor artigo publicado no Canadian Journal of Law and Society 2000-2002. Prêmio concedido pelo artigo “Violência Racial de Gênero e Justiça Espacializada”.[13]